# Fotografía de stock

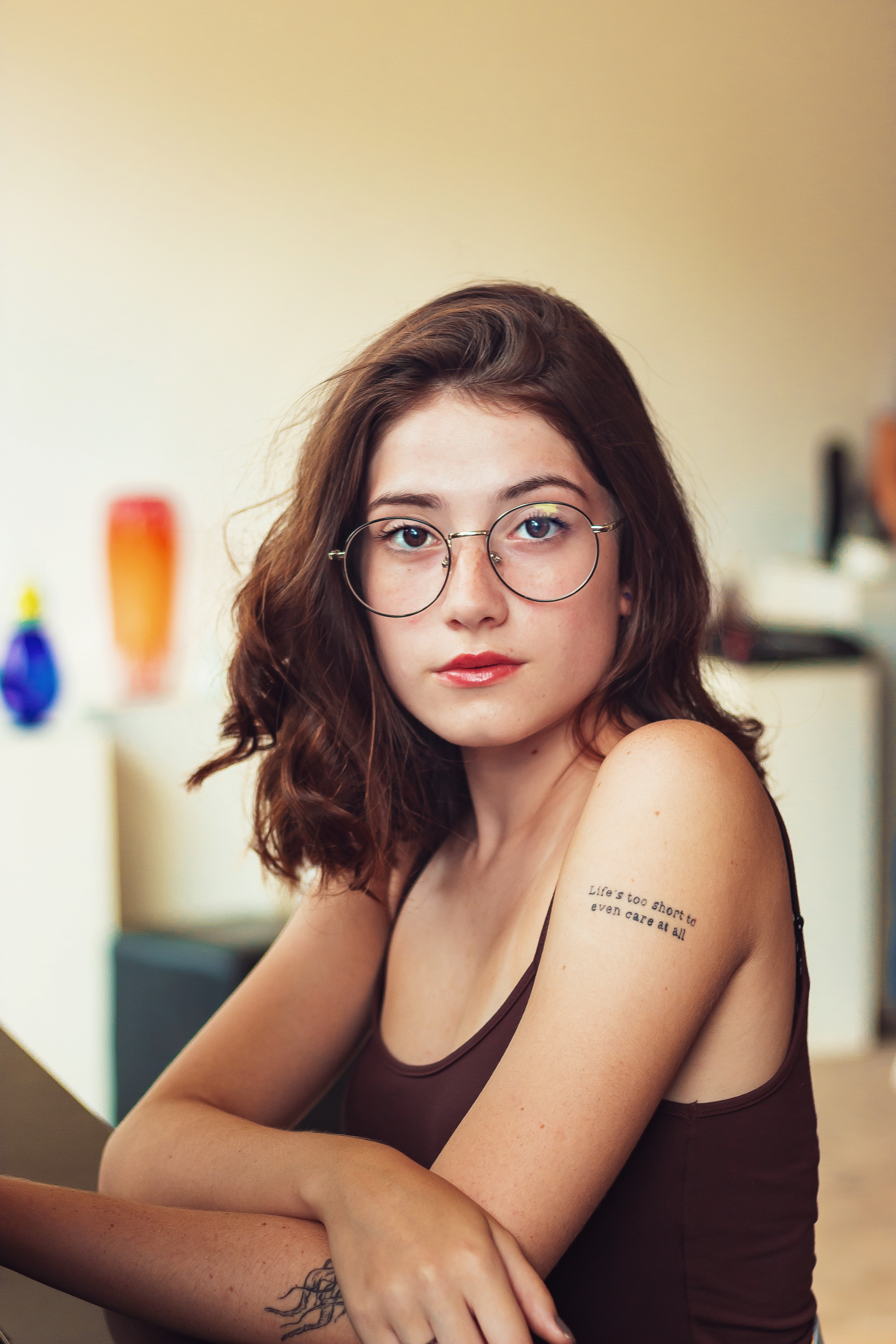
Fotografía de stock con modelo brasileña.

La fotografía de stock es una forma de comercializar el trabajo fotográfico. El fotógrafo mantiene la posesión del copyright y cede el uso de la fotografía al comprador mediante una variedad muy amplia de licencias.
Las empresas que se dedican a comercializar las fotografías de stock trabajan por volumen, un gran número de fotógrafos envían sus instantáneas mediante su conexión a Internet.
Las fotografías cubren todo el espectro temático. Desde fotografías de modelos (necesitándose licencias o autorizaciones firmadas por el modelo o modelos retratados), macros, arquitectura, paisajes, fotocomposiciones, fotografías de animales, de naturaleza, diseños propios, alimentos, deportes, entre muchas otras.
El cliente encuentra una forma sencilla de adquirir material gráfico original, con los términos legales muy claros.
Los clientes son muy diversos, desde revistas que necesitan fotografías para artículos, a revistas electrónicas, empresas de publicidad, empresas que necesitan una fotografía atractiva para estampar en un producto, etc.
La ventaja de las páginas de stock es que trabajan con fotógrafos profesionales o amateurs dependiendo, que envían sus mejores fotografías, que son además valoradas y seleccionadas según su potencial comercial. Este sistema optimiza la calidad ofrecida en estos negocios, y hace que la competencia sea muy dura.

## Historia

### Primeras empresas de fotografía de stock (década de 1920-década de 1930)

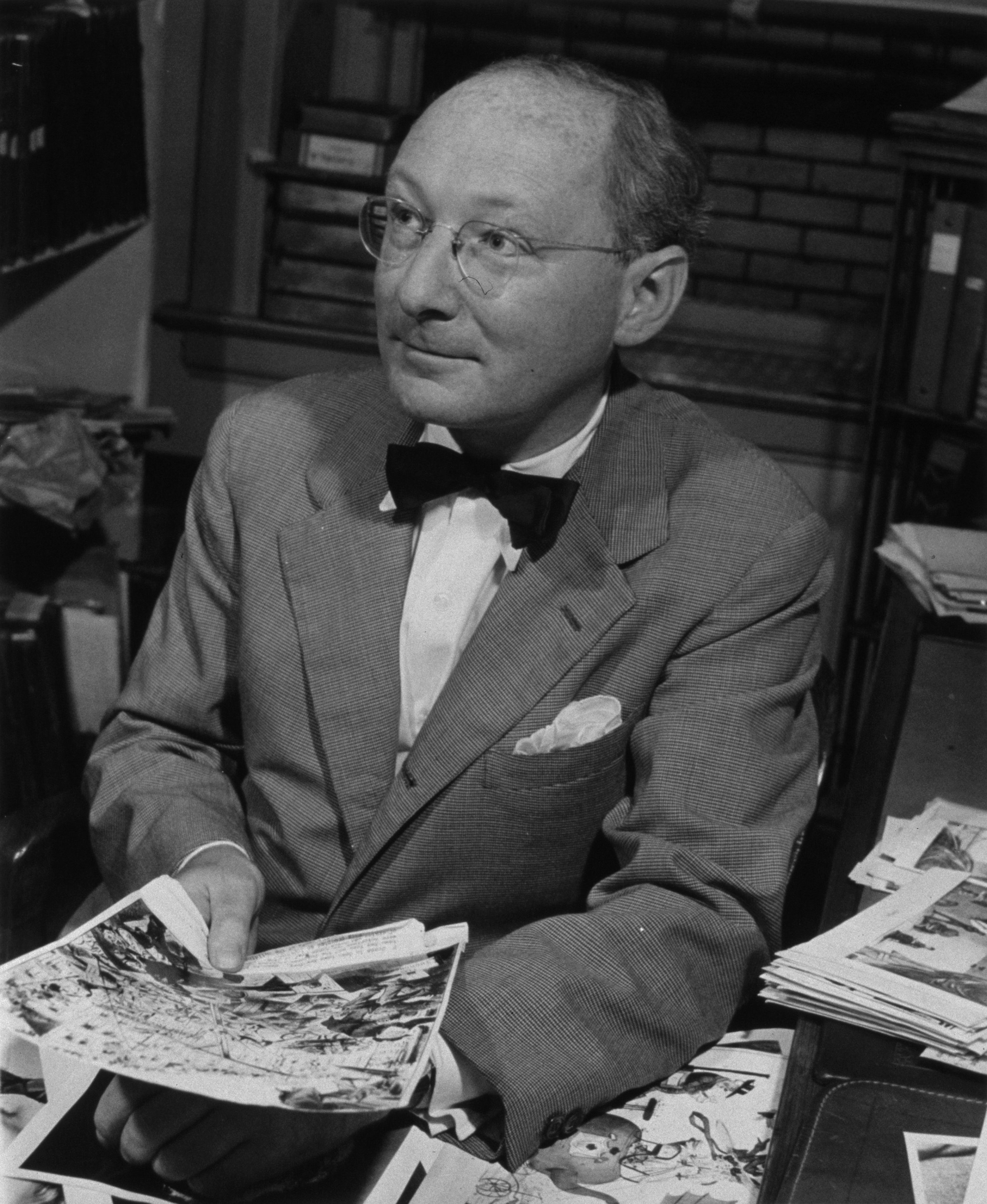
Otto Bettman

Los periódicos y las revistas fueron capaces de reproducir fotografías a mediados de los años 1880 mediante la impresión. Primeramente comenzaron con las imágenes de fotógrafos contratados, pero posteriormente los fotógrafos freelance tomaron el control del mercado. Uno de los primeros ejemplos de una foto de stock fue del fotógrafo estadounidense H. Armstrong Roberts al comercializar una fotografía de un grupo de gente ante un avión trimotor. Desde entonces, las empresas comenzaron a considerar más viable y económico adquirir fotografías de stock que no contratar a un fotógrafo.
El Bettman Archive en Nueva York es un ejemplo de una agencia de stock pionera. Fundada en 1936 por Otto Bettmann, un conservador alemán que emigró a los Estados Unidos en 1935 con una colección personal de 15,000 imágenes que trajo consigo en las maletas cuando huyó de la Alemania Nazi. Otro pionero fue el fotógrafo Tony Stone, con un portafolio de imágenes de montañas, triunfó con campañas publicitarias de chocolate. El banco de imágenes de Stone finalmente alcanzó 20,000 imágenes.

### Sistemas de indexación y crecimiento (década de 1940-década de 1980)
El Hulton Archive comenzó como archivo del Picture Post. A medida que se fue expandiendo durante la Segunda Guerra Mundial, quedó claro que su extensa colección de fotografías y negativos se convertía en un recurso documental histórico muy importante. En 1945, Edward Hulton abrió la Librería Hulton Press y encargó Charles Gibbs-Smith, trabajador del Victoria and Albert Museum, que catalogara todo su archivo utilizando un sistema de palabras clave y otras clasificaciones, convirtiéndose en el primer sistema de indexación de fotografías del mundo. 

### La expansión y la transición en línea (década de 1980-década de 1990)
Alrededor de los años 80, la fotografía de stock ya había adquirido su derecho propio. Mientras las bibliotecas de fotografía estaban inmersas en un proceso de digitalización de sus archivos hacia servidores, comenzó también a surgir el término agencia de stock. Paralelamente los archivos comenzaron a utilizar palabras clave como sistema de clasificación. En 1991 Photodisc en Seattle comenzó a vender CD ROMs con paquetes de imágenes. A diferencia de sus competidores, Photodisc vendía sus imágenes bajo la licencia Royalty Free.
Después de que Photodisc se abriese en el mercado en línea en 1995, en septiembre de 1997 se fusionó con London-based Getty Comunicaciones para formar el Seattle-based Getty Images. En 1996, Hulton Picture Collection fue comprada por Getty Images por 9,8 millones de euros.
Alamy es una agencia de stock privada creada en 1999. Alamy mantiene en línea un archivo que supera los cien millones de imágenes y cientos de los miles de vídeos de fotógrafos, archivos de noticias, museos y colecciones nacionales. Sus proveedores incluyen fotógrafos amateurs y profesionales, y sus clientes son principalmente industrias publicitarias.

### Desarrollos recientes (2000-presente)
La primera compañía de microstock fue fundada en mayo de 2000 bajo el nombre de iStockphoto, a pesar de estar pensada como un stock de imágenes libres acabó incorporando micropagos en 2001. En 2003 surgió Shutterstock dando paso al modelo de subscripción mensual. En 2004 Dreamstime que hasta ese momento alojaba imágenes con licencia royalty free, terminó convirtiéndose en una nueva agencia. Desde entonces fueron surgiendo nuevas empresas con varios modelos de negocio como Fotolibra (2005) y Can Stock Photo (2004). El año 2013 Crew.co lanzó Unsplash, un repositorio gratuito con imágenes bajo la licencia creative commons cero. En marzo de 2013 Depositphotos lanzó Clashot, un servicio que permite a los usuarios con teléfono inteligente subir fotos directamente del banco. El siguiente fue Fotolia un año más tarde con un servicio similar.
Entre 1990 y 2000, Bill Gates 'Corbis Images y Getty Images adquirieron más de 40 agencias de stock. En febrero de 2009, Jupitermedia Corporation vendió Jupiterimages, a Getty Images por 96 millones de dólares. En 2005 Scoopt comenzó una agencia de stock con el objetivo de almacenar archivos derivados del periodismo ciudadano, permitiendo al público subir y vender sus imágenes. En 2007 Scoopt fue adquirido por Getty Imágenes, el cual lo cerró más adelante en 2009. La agencia de stock Fotolia anunció en 2014 que sería adquirida por Adobe por 800 millones de dólares.

## Modelos de mercado
Con el paso del tiempo la fotografía de stock se acabó diversificando en varios mercados a fin de satisfacer las necesidades de los consumidores en relación con el precio, la calidad y la exclusividad de las imágenes.

### Microstock
El microstock es un mercado relativamente nuevo que nació como una alternativa al mercado tradicional formado por las agencias de fotografía, que durante los años 90 gozaban de una posición privilegiada y estable. La principal característica de este mercado, es que la venta de los derechos de las imágenes se realiza a precios muy bajos y en grandes cantidades, normalmente a través de internet, lo que permite a estas "pequeñas" agencias competir directamente con las más grandes. Ahora bien, este mercado presenta algunos inconvenientes como la calidad de las imágenes, que a pesar de ser buena, suele ser bastante menor que las de otros mercados. A menudo las agencias de microstock son criticadas por su gestión de los beneficios, ya que los fotógrafos llegan a recibir entre un 30 y un 60% del precio final de la fotografía. El mercado principalmente está orientado para consumidores particulares.

### Midstock
La fotografía de Midstock, como su nombre indica se sitúa entre las agencias de Microstock y las de Macrostock. En muchos casos son agencias que han sido adquiridas por una de Macrostock para en cierto modo ofrecer un servicio "low cost" como es el caso de Getty adquiriendo iStock. En este mercado ya es más común encontrar compradores dedicados al sector del periodismo y / o la publicidad.

### Macrostock
El macrostock está generalmente orientado hacia el ámbito de la comunicación de masas, ya que muchas empresas de este mercado son una evolución de las agencias tradicionales que se han abierto en el mercado en línea para ampliar sus beneficios. A pesar de tener precios muy elevados (cientos y miles de euros por fotografía) han tenido continuidad porque son rentables para los medios de comunicación, ya que es más económico adquirir una fotografía que enviar a alguien a hacerla.

## Video Stock
Con el auge de las redes sociales que utilizan videos en sus contenidos como Instagram, YouTube o Tik Tok, las galerías de videos Stock, así como las de fotos, han empezado a ganar interés por parte de los creadores de contenido. Muchas empresas de fotografías Stock y agencias están ofreciendo estos servicios a sus clientes y audiencias. También las empresas que producen programas de edición de video han comenzado a ofrecer dichas imágenes para que sirvan de recurso audiovisual para sus clientes.

## Tipos de licencias

### Dominio Público (PD)
En relación con la fotografía, el dominio público (PD) significa que la imagen es libre para ser utilizada sin comprar una licencia tanto para fines comerciales como personales. Las obras de dominio público mayoritariamente son aquellas que o bien han perdido la propiedad intelectual con el paso del tiempo, o que se han cedido, o las que no pueden exigir ningún otro licencia porque incumplen los requisitos. 

### Royalty-Free (RF)
En la fotografía y la industria de la ilustración, Royalty-Free (RF) se refiere a una licencia de copyright donde el usuario tiene derecho a utilizar la imagen sin restricciones después de llevar a cabo un pago único al propietario. El usuario puede, por tanto, utilizar la imagen en varios proyectos sin necesidad de adquirir licencias adicionales. Ahora bien, las licencias RF no aseguran la exclusividad. En el mercado fotográfico, la licencia Royalty-Free es una de las más comunes junto con la Rights-Managed y a menudo se emplea en modelos de negocios basados en suscripciones o bien en el microstock.

### Rights-managed (RM)
La licencia Rights-Managed se refiere a aquella que al ser adquirida por un usuario, permite un único uso de la imagen. Si el usuario quiere utilizar la foto para otros proyectos debe comprar una licencia adicional. Las licencias RM se pueden dar de manera no exclusiva o exclusiva.